# Cyperus tenuiculmis
Cyperus tenuiculmis är en halvgräsart som beskrevs av Johann Otto Boeckeler. Cyperus tenuiculmis ingår i släktet papyrusar, och familjen halvgräs. IUCN kategoriserar arten globalt som livskraftig.

## Underarter
Arten delas in i följande underarter:
- C. t. guineensis
- C. t. schweinfurthianus
- C. t. tenuiculmis